# バリハケン
『バリハケン』は『週刊少年ジャンプ』（集英社）で2008年16号から52号まで連載されていた鈴木信也の日本の漫画作品。

## 概要
鈴木にとって『Mr.FULLSWING』以来2年ぶりとなる2度目の連載作品。ただのオタクで臆病な性格の主人公が、ひょんなことから不良たちの番長となる異色のヤンキー漫画。一時期、他の困っている部活を助けるための「派遣組」という設定が生まれたが、それ以降は「覇権組」として他の不良たちとの抗争を描いたバトルアクション要素も混じっている。しかし、ジャンルとしてはギャグコメディである。派遣と覇権の看板はリバーシブル。
大半の登場人物の名前はそれぞれ菓子類や飲料に由来している。また、高校の名前は高速道路から。連載話数の単位は伝説（レジェンド）。

## あらすじ
問題児だらけで有名な首都高校の不良たちをまとめる番長、御手洗団吾は実はただのオタク。後にも退けなくなってしまった状況の中、何とか自分が番長であることを貫き通そうとするが、様々なハプニングに見舞われることになる。

## 登場人物

### 主要登場人物
御手洗 団吾（みたらし だんご）
本作の主人公。首都高校1年の不良たちをまとめる番長。
髪形はリーゼントで、顔には大きな傷があり、如何にもな雰囲気を放っているが、実際は臆病なオタクの少年であり、顔の傷も実はシール。誤解や勘違いが重なって不良たちから崇拝されており、それ故番長を辞めることができないでいる。オタク仲間にもそのことを言えないためコウモリ生活をしている。優柔不断なところがあるが、本来は心優しい性格であり、舎弟たちの期待を重荷に思いつつも裏切ることができず、仲間や友人の危機には体を張る勇気を見せることもある。
他の部活を助ける活動が主な「覇権組（派遣組）」の組長でもあり、目立つことから頻繁に他の不良集団に目を付けられてしまう。一時期、火讐との対決の際にリーゼントを燃えて禿げ上がった前髪を隠すため左右の髪の毛を真ん中に寄せていたことがあったが、その姿が初代番長（後述）に瓜二つであったため、更に舎弟たちから尊敬の念を集めることになった。
オタクだけあってゲーム（主にギャルゲー）の腕前、仲間のネットワークなどは半端ではない。二次元の美少女をこよなく愛し、お気に入りのオタクグッズを損壊させられる、オタク仲間や大好きな声優（後述の華秋チョコ）に危害が及ぶ等、オタクが絡むと別人のように怒り狂い、火事場のクソ力を発揮する。首都高1年の前番長（後述）も、団吾のお気に入りのフィギュアを壊して彼の怒りに触れたために敗れ、団吾が番長に選ばれた。
オタク仲間の間では「まろん同盟」の名で通っており、彼が主催する同人サークル「ぷりん＠あらも～ど」は、イベントで長蛇の列が出来るほどに人気（ちなみに、彼が執筆しているのは「ふたりはプリティ」の百合本）。また、とても手先が器用で、オタク特攻服の裁縫から家の改築までお手の物である。
小学生時代は蓮と共にいじめに遭い、中学生時代は影の薄さゆえ茶越以外に友人がおらず、トイレで弁当を食べていた。また、告白した同級生に酷く振られた経験があり、以降も女運は非常に悪い。
「虹橋しゃぼん」こと巻（後述）とはネット上では大の仲良しだが、現実ではお互いのことは気付いていない。しかし、「まろん同盟」として「虹橋しゃぼん」こと巻と顔合わせをした直後、巻が堕女組を脱退することを知り、彼女が「虹橋しゃぼん」と気付き、彼女に正体を明かして親密になった。
秋葉原の連続オタク狩り事件が発端となったオタクとヤンキーの全面戦争勃発の際、蓮の言葉からオタク友達や覇権組ヤンキー達との友情と葛藤の板挟みになり、最終的には両者に自身の秘密を全て打ち明け、自身の命懸けの仲裁から抗争を止めた。その後はありのままの自分として、オタク友達やヤンキー達と友情を育み、良好な関係を築いている。
名前の由来はみたらし団子。6月4日生まれ。AB型。身長177cm。体重66kg。趣味・特技は漫画･アニメ･ゲームの鑑賞および二次創作・秋葉原めぐり。好きなものは美少女恋愛ゲーム（に出てくる二次元の女の子）・フィギィア・ミルク味の菓子。苦手なものは三次元の女の子・不良・怖い事・辛いもの。購読雑誌は声優萌え萌えキングダム、アニメージャ、フィギュア王国。好きな萌え属性は妹、巫女、幼馴染み。赤ちゃんのような尻をしている。
火讐 怜斗（かしゅう れいと）
首都高校1年生。目の周りに炎を模った入れ墨を入れている。
昔はボクシング部でボクサーへの道を歩んでいたが、怪我で挫折して不貞腐れ、「裏番長」を名乗り多くの部の看板破りをしていた。長風呂チキンレースで団吾に敗北し、彼の心意気に触れた事で自ら傘下に加わる。部を潰してきた罪を償おうと派遣組を作り、その幹部となった。部活破りをしていただけあって、喧嘩の腕はかなりのもの。
団吾への忠誠心が強く異常なまでに崇拝しているが、神格化するあまり無茶を強いることもしばしばである。妹の知世子の事を大切にしており、やや過保護な扱いをする。極度のオタク嫌いのため、オタクとヤンキーの全面戦争の際は覇権組メンバー共々団吾の秘密を知って失望するも、彼のこれまでの行動から考えを改め、オタク嫌いも軟化した。
名前の由来はカシューナッツチョコレート。7月12日生まれ。A型。身長171cm。体重56kg。趣味・特技は（元）ボクシング・格闘技全般。好きなものはケンカ・兄貴・もんじゃ焼き。苦手なものは媚びる事・軟弱な人間・小さな子供。
紋武 乱（もんぶ らん）
首都高校1年生。ポニーテールの髪に、色つきのサングラス、顎鬚というワイルドな風貌。
かつては現在の2年生とつるんでいたが、喧嘩沙汰を繰り返した結果、留年して置いてけぼりを喰らい、同時に縁を切られた。再び2年生の仲間に入れてもらうための条件として私兵を率いて覇権組へ襲来し、団吾とタイマン勝負を行うが敗れる。その際に団吾の懐の深さに惹かれ、覇権組の一員となった。制服の中にあらゆる武器を隠し持ち、「百器の紋武」という異名を持つ。木刀と釘バットの両手持ちが主な戦闘スタイルで、稀にスタンガンなどを使用する。自称番長代理、覇権組No.2。団吾が2年を倒してからはかつての仲間達との関係も修復される。
名前の由来はモンブラン。11月11日生まれ。A型。身長181cm。体重69kg。趣味・特技は武器収集・サーフィン・読書・年上を口説く事。好きなものは仲間・夜・ラム肉・チェーンアクセサリー。苦手なものは孤独・性質の悪い冗談・朝の起床。
茶越 樽人（ちゃこし たると）
首都高校1年生。団吾の中学時代からの同級生。団吾の過去を知る旧友であり、不良たちに囲まれて生活している団吾にとって心から話ができる数少ない存在でもある。覇権組への仕事の依頼を持ってくることが多いが、火讐や紋武のような不良ではないため、やたらと覇権組に出入りすると不良たちから目をつけられてしまうことを考慮した団吾から「優秀なる頭脳（ブレーン）」という肩書きを貰っている。団吾とは対称的に社交的かつ軟派な性格をしており、面白半分で覇権組の仕事に首を突っ込むこともあるが、一方でトラブルが絶えない団吾のことを心配している友人思いな一面も持つ。
中性的で童顔寄りの顔立ちで、前髪の一部を留めたヘアピンと八重歯が特徴。磯辺らに池とのBLビデオを（強制的に）撮られたことがある。靴木白糖編集の「首都高完全マニュアル」の学園のオシャレさん徹底解析に池とともに取り上げられた。
名前の由来は茶漉しタルト。9月9日生まれ。B型。身長164cm。体重50kg。趣味・特技は携帯の新モデルチェック・下校時の寄り道。好きなものは面白そうな事は何でも・グミキャンディ。苦手なものは虫・高い所・にがうり
磯辺 巻（いそべ まき）
首都高校1年生。スケ番集団「覇那乃堕女組（はなのおとめぐみ）」の番長。しかし実質は団吾と同様オタクであり、団吾と同じ境遇にある人物。イケメン好きだが、現実世界でイケメンと対面すると緊張してしまい、相手の股間に蹴りを入れてしまうため、番長に祭り上げられてしまった。
夢見乙女かつ腐女子で、同人誌の製作も行っており、オタクネーム（ハンドルネーム）は「虹橋しゃぼん」。かつて団吾とわさびの我慢対決で相討ちとなってからは、団吾と張り合える存在として覇権組一同からも一目置かれている。
「まろん同盟」こと団吾とはネット上では大の仲良しだが、現実ではお互いのことは気付いていない。後に「まろん同盟」の団吾とは「虹橋しゃぼん」として顔合わせした際、団吾と親しくなったのをきっかけに堕女組脱退を決意し、メンバー達にヤキ入れされる覚悟もあったが、団吾が「まろん同盟」であることを知り、お互いがお互いだったと知って親密になった。
名前の由来は磯辺巻き。11月26日生まれ。O型。身長166cm。体重50kg。趣味・特技はゲーム・二次創作・思い通りの夢を見る事。好きなものは乙女ゲー（女性向け恋愛ゲーム）・同人誌・二次元イケメン。苦手なものは三次元イケメン・暗い無人の場所・からしやわさび。

### 首都高校の生徒

#### 覇権組
狂介（きょうすけ）
モヒカンヘアに右側にHELLの刺青を入れている。
正則（ただのり）
団吾同様、リーゼントヘアが特徴。2年との戦いにおいて、敵前逃亡してタクシーに乗った団吾と電話していたが、その会話で運転手に変な誤解をされた。
拓（たく）
たらこ唇が特徴で、あらゆる不良達の情報を握る情報網。
要次（ようじ）
口元を覆い隠した鉄製マスクが特徴。団吾の弁当作りと花の水やりが日課だが、弁当に馬刺を入れてはタコさんウィンナーを入れてくるよう団吾に叱られている。ミニチュアダックスのラッキーを飼っており、学校でペット同伴の校則が制定された時はちゃっかり連れてきたり、ペアルックを仲間に自慢する等、愛犬家な一面を持つ。
紋次郎（もんじろう）
サングラスとマスクが特徴で、マスクの一文字は状況や紋次郎の心境などに応じてよく変わっている。ポメラニアンのベティちゃんを飼っており、学校でペット同伴の校則が制定された時は要次同様、ちゃっかり連れてきていた。

#### 覇那乃堕女組
チャコ
アフロヘアーとこけた頬が特徴。
アキナ
ロングヘアーが特徴。巻が堕女組を急遽脱退することになった際、脱退の理由は巻に男ができた事と最初に感付いていた。
セイコ
サイドを外側に跳ねたショートヘア（所謂聖子ちゃんカット）が特徴。
サユリ
髪の一部をシュシュでまとめた黒髪ショートヘアが特徴で、大人しいかつ泣き虫な性格。
巻が堕女組を急遽脱退することになった際、メンバー達からヤキ入れを受けることになった巻の身を案じて一人悲しみ、巻が堕女組を脱退する理由を団吾に伝えた。また、他のメンバーが巻を「姉御」と呼ぶのに対し、自分は「姐さん」と呼んでいる。

#### 2年
善罪 真（ぜんざい まこと）
首都高校2年生。2年の不良たちをまとめる番長。斜めにカットされた前髪で左目が隠れている。冷静沈着な性格で、淡々とした物腰を崩さないクールな人物。首都高入学後、わずか1週間で1年生を制圧した。無数の針が仕込まれている唐傘を武器とし、常に携帯している。紋武を一瞬で返り討ちにした実力者だが、団吾の招集したオタク軍団に庵洞諸共一網打尽にされた。
以降は庵洞、我藤と共に覇権組に協力する姿勢を見せており、オタクとヤンキーの全面戦争勃発の際には真犯人を捕らえた。善罪を含め2年生の3人は団吾がオタクグッズを所持している事を知っており、彼の正体に気付いている。そのため、団吾の舎弟たちの狂信的ともいえる神格化ぶりに呆れることも多い。
名前の由来はぜんざい。1月24日生まれ。AB型。身長167cm。体重53kg。趣味・特技は番傘の改造・盤上ゲーム・忍び足。好きなものは雨の日・京野菜・ずんだもち。苦手なものは3人の姉・肉類・轟音・TVの俗な番組。
庵洞 七津（あんどう なつ）
首都高校2年生。2年の不良たちの幹部。物静かで朴訥とした雰囲気を持つ色黒の大男で、額には無数の傷がある。火讐を一撃でノックアウトに出来る力の持ち主だが、団吾率いるオタク軍団に善罪と共に倒された。
名前の由来は餡ドーナツ。5月15日生まれ。A型。身長194cm。体重92kg。趣味・特技はカポエラ・サンボ・DIY・早朝、人のいない道を散歩する事。好きなものは南国フルーツ・自然公園。苦手なものは上着の前を締める圧迫感・電話での会話・つけもの。
我藤 四羅（がとう しら）
首都高校2年生。2年の不良たちの幹部。頬に虎のようなフェイスペイントをしている。2年討伐に乗り込んできた団吾たちを先陣切って迎え討ち、団吾と磯辺を相手に「ジェットブレードチキンラン」で勝負を挑むが、僅差で敗れた。陽気な性格をしており、よく紋武をからかっている。
名前の由来はガトーショコラ。4月6日生まれ。O型。身長172cm。体重60kg。趣味・特技は滑りもの（ローラーブレード・スケボー・スノボetc）・インディーズ曲の開拓。好きなものはロック&メタル系の音楽・スナック菓子・マイiPod。苦手なものは勉強・野菜・我慢する事。

#### その他の生徒達
靴木 白糖（くつぎ はくとう）
首都高校の生徒会長。白い専用服に眼鏡をかけており、落ち着いた物腰で紳士的に振舞う。男女ともに人望は厚く、特に女生徒からの人気が目立つ。覇権組に女生徒からの苦情を伝えに行った事がもとで何故か女性人気を争う事になり、団吾に勝利する。この際に当の団吾を慰めるなど懐の深さも見せた。
首都高の治安を守るという信念に燃え、覇権組を何かと敵視することも多いが、嫌っているわけではない。新聞部の依頼がもとで、首都高の本を制作する勝負に負けた後は彼らに一目置いている模様で、連続オタク狩り事件で首都高のヤンキー達が疑われた際は、懸命に彼らを庇う立場についた。
生徒会長の仕事に犬の世話だけでなく、臨時でデイトレード部と植物研究会の手伝い等もするなどといった完璧超人。
名前の由来はクッキーと白糖。12月28日生まれ。AB型。身長178cm。63kg。趣味・特技は読書・ディベート・園芸・お茶菓子選び。好きなものは犬・生徒会室での一息・ハーブ類・写真に写る事。苦手なものはとくになし。
池 面太郎（いけ めんたろう）
ラート部の部長。名前の通りイケメンな男子で爽やかな性格。団吾曰く「BL野郎」。磯辺らに茶越との同性愛ビデオを撮られた事がある。団吾が萌えていたキャラクター似（後述）の彼女がいる。
獄堂 竜次（ごくどう りゅうじ）
首都高校初代番長。暴力団「集英組」組長の息子で、あらゆる黒い噂を持ち、現在は刑務所にいるらしい。
鮫島（さめじま）
首都高校1年の前番長。リーゼントが特徴の巨漢。「素手喧嘩（ゴロ）最強伝説」と呼ばれていたが、団吾のお気に入りの美少女フィギュアを壊したために怒り狂った団吾にぶちのめされた。
実質的に団吾が番長として祭り上げられ、オタクとヤンキーの二重生活を送るきっかけを作った張本人、悪く言えば全ての元凶というべき人物だが、団吾に番長の座を奪われたその後の消息は不明。
鬼怒川（きぬがわ）
首都高校3年生。首都高最強の3年生を束ねる番長ということもあり、2年の不良たちからも恐れられている。
団吾達覇権組討伐の準備をしている際に蓮率いる東冥高校のフード軍団の襲撃を受け、部下共々倒される。フード軍団の襲撃を受けたその後の消息は不明。
最中 健（もなか けん）
首都高校1年生。覇権組の不良たちからカツアゲに遭っていた際に団吾が止めに入った経緯から、団吾に憧れを抱くようになる。しかし本来不良とは縁のない一般生徒であるため、団吾の間違った番長知識を鵜呑みにし、親の仕事の都合でアメリカに引っ越してからは変な方向に突き進むことになってしまう。

### 東冥高校の生徒
摩堂 蓮（まどう れん）
東冥高校の不良をまとめる番長で、団吾の幼馴染。団吾の事を「だんごっち」と呼んでいる。サンバイザーを被り、交差した前髪と2つ連なる泣きボクロが特徴。
小学生の頃は団吾と共にいじめに遭っていたが、首都高校最強と言われた3年生を瞬く間に全滅させ、団吾の命を狙った。その理由は、小学校の卒業祝いに団吾からもらったTシャツに刻まれた文字が原因となり、中学で再びいじめを受けたため。同級生でいじめの主犯格だった日下を倒してからは不良としてなりあがり、団吾への復讐を誓った。しかしそのTシャツの文字は団吾との合わせ物で、二人で励まし合う時に使っていた合言葉だった事を知り、団吾と和解。その後は頻繁に連絡をとりあっているらしく、オタクとヤンキーの全面戦争勃発の際は、オタク友達とヤンキー達を止められず、迷いの生まれた団吾を諭した。
名前の由来はマドレーヌ。3月17日生まれ。Ａ型。身長175cm。62kg。趣味・特技はランニング＆筋トレ・簡単な料理。好きなものは動物・夕暮れ・カフェオレ・アンティーク。苦手なものは中学時代・雨の日・自分の髪質。
日下 開山（ひのした かいざん）
小学生時代、団吾と摩堂蓮をいじめていた本人であり、2人のトラウマになっている。関西弁で話す。体が大きく、昔は子供相撲の横綱だった。今は蓮と立場が逆転し、蓮に従うフード軍団の一員となっている。オタクの大群を一撃で返り討ちにし、団吾と直接対決することになるが、履いていた我藤のジェットブレードのエンジンが偶然団吾に壊されてしまったことで暴走し、吹き飛んで敗北した。
名前の由来は横綱に相当する力士に与えられた名誉・称号である「日下開山」。

### ぷりん＠あらも～ど
御宅田 萌留（おたくだ もえる）
首都高校1年生。団吾のオタク友達で、団吾が主催する同人サークル「ぷりん＠あらも～ど」の一員。
容姿こそいわゆるステレオタイプなオタクだが、性格はきわめて凶暴。首都高を始めとする不良を「社会のゴミ」と言い切っているが、オタクとヤンキーの全面戦争の際、オタク友達共々団吾の秘密を知ってショックを受けるものの、彼の命懸けの仲裁から考えを改め、覇権組メンバーと仲良くなった。
古森 比喜（こもり ひき）
団吾のオタク友達で、団吾も主催する同人サークル「ぷりん＠あらも～ど」の一員。御宅田同様、首都高を始めとする不良を「社会のゴミ」と言い切っている。

### 主要人物の家族
団吾の両親
父は市役所で働いている公務員、母はヤクルトを自転車で売るオバさん。
息子と同じく臆病な性格で、番長になった団吾を完全にグレたと勘違いしているが、その性格故に強く出られないでいる。
火讐 知世子（かしゅう ちよこ）
怜斗の2歳下の妹。兄には秘密で「華秋チョコ」と言う芸名でアニメの声優を務め、団吾が楽しみにしている深夜ラジオ番組「チョコっとダーリン」に出演している。渋谷で不良たちに拉致されてしまうが、覇権組の活躍で救出され、同時に兄に声優の仕事を知られ反対されるも、団子の説得もあって兄から承諾を得た。
10月2日生まれ。A型。身長151cm。体重38kg。趣味・特技は歌を唱う事・おいしいお店を見つける事。好きなものは期間限定やご当地もの・アイス類。苦手なものはお兄ちゃんのお小言。

## 用語

### 部活動
覇権組／派遣組
火讐が団吾のために立ち上げた部。中身は不良たちの巣窟であるが、表向きは他の部活動のお助け部ということになっている。しかし、団吾以外はやる気がないためか、お助けに駆り出されるのはいつもきまって何故か団吾一人。
ラート部
ラートを使って長距離レースを行う部。
長風呂部
長風呂でどれだけ浸かっていられるかを競う、いわゆる我慢大会のような部。火讐らによって壊滅させられ、対決では対決の場である山小屋ごと燃やした。
トイレ部
トイレの個室を部室にしている部。部員は部長一人だけ。如何なるところでもトイレを借りれるようになることが部活の目的らしい。
珍歩フィッシング部
釣り竿ではなく陰茎を使って釣りを行う部。下ネタ以外の何物でもないが、この活動をするにはそれなりにチン力が必要となる。
音入れ部
演劇や映画などの音を入れる部。正式名は生音収録部。聞こえは普通の部活動なのだが、部長のこだわりから極限までリアルを突き詰めた音作りが必要となる。
お尻ペン道部
通称「尻（ケツ）ペン道部」。その名の通りお尻を叩きあって勝負する部。剣道のようなのだが武器は使わず、判定が出るのは尻の部分のみとなる。一端に試合に出るには11年かかるらしい。
当初は火讐が大会に助っ人として出るはずだったが、尻を痛めた為、例によって団吾が出場する事になった 。
新聞部
月に一度、学園情報誌『首都高だより』を発行するも、スポーツ面が首都高が惨敗しているトップ記事で、他には「定年を迎えた先生にインタビュー」、「学園に咲く雑草一覧」、「学食おばさんの知恵袋」、「校長先生の今日の一句」といった生徒を惹き付けないものばかりで、4コマ漫画「首都高くん」は原稿が間に合わず、空白になっている。
その他にも神輿担ぎ部や一か月絶食部、車ひかれスタント部等が存在する。

### 高校
首都高校
団吾たちの通う高校。一般生徒の方が圧倒的に数は多いが、校舎の一部は不良たちの巣窟となっており、3年のフロアに至っては授業中に銃声や爆発音が聞こえるほどである。制服はブレザーであるが、不良たちは学年ごとにカラーが異なる学ランを着ている。妙な活動を行う部活動が多い。クラスはA～Z組まであるマンモス校。
東冥高校
蓮たちの通う高校で、首都高校同様不良の巣窟。蓮のチームは迷彩柄のパーカーを着、フードを被っているのが特徴。なお、東冥高校の制服は迷彩パーカーではない。
江古呂農業高校
エコロジー日本一といわれる高校。戦前の学校と思われるほどの雰囲気を持つ。
湾岸高校
首都高校周辺の新興勢力の一つ。喧嘩で倒した相手の腕の骨をへし折るという方法で名を上げている。
帝都高校
東京トップと言われる不良高校。
名神高校・常磐高校
首都高周辺の高校。

### 劇中作
本作で登場した劇中キャラや劇中作品。作者の読みきり作品『チキンガン』がギャルゲーとして登場している。
香涙野 麗（かるいの れい）
ギャルゲーのヒロインで、主人公の幼馴染み。団吾がフィギュアを持ち歩くほどに溺愛するキャラクター。ラート部のマネージャーは彼女と瓜二つだが、部長の池と相思相愛。
空恋（そらこい）
不治の病に冒されるヒロインの勝緒 結女（かつお ゆめ）と主人公の純愛アニメ。
洗面所のHANACO様（せんめんじょのはなこさま）
ヒロインの花子にカッコいいトイレの借り方を見せつけると喜び、主人公になびいてくる。団吾いわく、トイレ部の部長とヒロインの花子が似ているという。
ネコ魔女ニャミタス
猫から可愛い魔女に変身する魔法少女アニメ。オープニング曲は『あなたとニャンニャン』。
真・三國夢双（しん・さんごくむそう）
バトルアクションゲーム。
団吾のお気に入りのキャラクターは貂蝉。
玉砕マン（ぎょくさいマン）
巻が団吾におすすめした朝の特撮番組。
ふたりはプリティ
団吾がハマっているアニメの一つ。団吾は同人イベントに備えて、ふたりはプリティの百合本を制作していた。
プリティの敵役に悪魔のデビ郎とガールフレンドのデビルンが登場する。
御主人様犬にして下さい
プレイヤーが美少女4姉妹のペットになってペットライフを満喫するゲーム。初回特典に犬耳セットがついてくる。
巫女巫女ミーコ（みこみこミーコ）
ヒロインの巫女が登場する萌えアニメで、特徴的な萌えソングが売り。
セーラーポリス
団吾がハマっているアニメの一つで、セーラーポリス、セーラーマッポ、セーラーケイジが登場する。作中で団吾、御宅田、古森がコスプレをしていた。
大泥棒刑事（おおどろぼうでか）
主人公が泥棒稼業と警察の世界を行き来する物語。作中では映画が公開され、団吾と巻が素の姿で鉢合わせするきっかけを作った。
銀河魔女っ子!シスターズ
華秋チョコ（知世子）がヒロインの魔示香ポプリ役に抜擢された近々放送予定の新アニメ。団吾が火讐に説明する際、「銀河を舞台としたスケ番アニメ」と上手く誤魔化した。
セーラー巫女ッ娘女学院
先述の巫女巫女ミーコとは別の巫女を主役にした、毎週土曜日午前1時半の最萌え深夜アニメ。
団吾が覇権組とオタク友達に自身の秘密を打ち明ける際、普段の番長姿と同時にこのアニメのコスプレを見せた。

## 単行本
1. 香涙野 麗たんはボクの嫁!　ISBN 978-4-08-874558-9
2. 御手洗団吾 抹殺計画　ISBN 978-4-08-874582-4
3. 決意の総番長　ISBN 978-4-08-874612-8
4. オタク番長 御手洗団吾　ISBN 978-4-08-874643-2